# Milo (televíziós sorozat, 2003)
A Milo francia televíziós rajzfilmsorozat, amelyet Gabriella Giandelli írt, Bruno Desraisses rendezett, és 2003-ban készült. Gyártója a Millimages. Eredetileg a France 5, a Debout les Zouzous és a Tiji sugározta. Magyarországon a Minimax tűzte műsorra és az M2 adta le. A sorozat elsősorban a 3-6 éves korosztályt célozza meg.

## Cselekmény
Milo, a sárgásbarna bundájú, kíváncsi nyúlfiú, s barátai minden nap új kalandokba keverednek, miközben új dolgokat tanulnak meg az életről, a természetről, a technikáról és sok másról. Egy alkalommal Milo és apukája egy félig megfagyott madárfiókát találnak, akinek a nyuszigyerek madárházat készít. Egy másik epizódban pedig Milo megtapasztalja, milyen, ha elveszít egy kölcsönbe kapott, nagy értékű tárgyat. Milo-val tart még barátságos édesanyja és édesapja, valamint Thomas és Vincent is.

## Szereplők
- Milo – A sorozat főszereplője, sokszor kalamajkába keveredik, amiből mindig ügyesen kimászik.
- Nyuszi Anya – Milo édesanyja, sokat segít fiának.
- Nyuszi Apa – Milo édesapja. Vele együtt találják meg a félholt madárfiókát. Eredeti hang:
- Judith – Milo barátnője, akivel sokat játszik és szórakozik. Néha összevesznek, de hamar kibékülnek.
- Thomas és Vincent – Milo barátai.

## Szereposztás
- Milo

Eredeti hang: Catherine Bonneau
Magyar hang: Czető Ádám
- Judith

Eredeti hang: Camille Cyr-Desmarais
Magyar hang: ?
- Thomas

Eredeti hang: Aline Pinsonneault
Magyar hang: ?
- Vincent

Eredeti hang: Aline Pinsonneault
Magyar hang: ?
- Nyuszi papa

Eredeti hang: Daniel Picard
Magyar hang: Szokol Péter
- Nyuszi mama

Eredeti hang: Camille Cyr-Desmarais
Magyar hang: Mezei Kitty
- Nyúlapó

Eredeti hang: Daniel Picard
Magyar hang: ?
- Nyúlanyó

Eredeti hang: Camille Cyr-Desmarais
Magyar hang: ?
További magyar hangok: Várday Zoltán

## Epizódok
1. Milo és a hóember
2. Nyomok a hóban
3. Milo és az aranyhal
4. Milo és a kerti házikó
5. Milo kitakarítja a szobáját
6. Milo és a padlás
7. Milo és a vad cica
8. Milo és a sebesült kismadár
9. Milo és a takarítószerek
10. Milo muzsikál
11. Milo és a kisegér
12. A csőrepedés
13. Milo és a cirkusz
14. Milo és a bicikli
15. Milo és a szörny
16. Milo és a pók
17. Milo és az elveszett csibe
18. Milo bemegy a városba
19. Milo és az anyacica
20. A fürdés
21. Milo és a süni
22. Családi kötelékek
23. Milo és az idős hölgy
24. Milo megtanulja, hogy nem pazarlunk
25. A nagy csata
26. Egy este az erdőben
27. Milo a tengerparton
28. A veszekedés
29. Milo a Papa irodájában
30. A Mama elutazik
31. Babakaland
32. Szív küldi szívnek
33. Milo és a hascsikarás
34. A pótkerék
35. Milo, a vakmerő
36. A félénk lány
37. Milo és Nóra
38. A homokvár
39. Valami halas
40. A vurstli
41. Boldog szülinapot Anyu!
42. Milo a szemetelők ellen
43. Milo, a rettenthetetlen
44. Milo műsort ad
45. Csúnya szavak
46. Szégyen
47. Bogyószüret
48. Milo gyomorrontása
49. Április bolondja
50. Varrodai móka
51. Oh, álmodozni!
52. Állatok a kertben

## Francia DVD-kiadások
- Milo : Milo à l'école (Milo az iskolában): 2004 Június 8., ASIN B0001XPYJ8
- Milo : Milo et ses amis (Milo és barátai): 2004 Szeptember 14. ASIN B0002E45T6
- Milo : Milo et les animaux (Milo és az állatok): 2005 Február 22. ASIN B0007DAYNS